# Batis fratrum
El batis de Woodward (Batis fratrum) es una especie de ave paseriforme de la familia Platysteiridae propia del sureste de África. Su nombre conmemora a los hermanos Woodward que lo descubrieron.

## Distribución y hábitat
Se encuentra en Malaui, Mozambique, Zimbabue y noreste de Sudáfrica. Sus hábitats naturales son los bosques secos tropicales, los bosques bajos húmedos tropicales y la sabana seca.